# Муслимов, Юлдаш
Юлдаш Муслимов — советский хозяйственный деятель, Герой Социалистического Труда.

## Биография
Родился в 1939 году в посёлке Салар. Член КПСС.
В 1956—1958 — хлопкороб колхоза «Коммунист» Орджоникидзевского района Ташкентской области Узбекской ССР.
В 1958—1961 — военнослужащий Советской армии.
В 1961—1964 — штукатур-маляр на строительстве Ташкентской ГРЭС.
В 1964—1991 — помощник обходчика турбины, машинист, старший машинист энергоблока Ташкентской ГРЭС Министерства энергетики и электрификации Узбекской ССР.
Указом Президиума Верховного Совета СССР от 18 сентября 1985 года присвоено звание Героя Социалистического Труда с вручением ордена Ленина и золотой медали «Серп и Молот».
Делегат XXV и XXVII съездов КПСС.
Живёт в поселке Салар.

## Награды и звания
- Герой Социалистического Труда (18.09.1985)
- Орден Ленина (31.03.1981, 18.09.1985)
- Орден Трудового Красного Знамени (20.04.1971)